# Gholāmān-e Pā'īn
Gholāmān-e Pā'īn (persiska: Gholāmān-e Soflá, غلامان سفلی, غلامان پائين) är en ort i Iran.   Den ligger i provinsen Lorestan, i den västra delen av landet, 400 km sydväst om huvudstaden Teheran. Gholāmān-e Pā'īn ligger 1 106 meter över havet och antalet invånare är 173.
Terrängen runt Gholāmān-e Pā'īn är huvudsakligen kuperad, men norrut är den bergig. Runt Gholāmān-e Pā'īn är det ganska tätbefolkat, med 72 invånare per kvadratkilometer. Närmaste större samhälle är Khorramābād, 14,3 km öster om Gholāmān-e Pā'īn. Omgivningarna runt Gholāmān-e Pā'īn är i huvudsak ett öppet busklandskap.